# Marek Vokáč
Marek Vokáč (6. prosince 1958 Praha – 14. listopadu 2021) byl český mezinárodní šachový velmistr (od roku 2000), mistr České republiky z roku 1999 a druhý z roku 1995.
Podle vlastního vyjádření hrál Marek Vokáč šachy od svých pěti let. Poprvé reprezentoval ve svých patnácti letech na pionýrské sportovní olympiádě roku 1974, kde československé mužstvo zvítězilo před Sovětským svazem. Vzhledem k minimálním možnostem účasti v mezinárodních turnajích za komunistického režimu získal Vokáč titul mezinárodního mistra až roku 1988 a velmistrem se stal až ve svých dvaačtyřiceti letech, což v tomto věku bývá již spíše výjimkou.
Vokáč se úspěšně zúčastnil mnoha turnajů. Byl například první v Praze roku 1988, v Českých Budějovicích 1996, 2000 a 2003, v Třinci 1998, v Karviné 2001, ve Znojmu a Havlíčkově Brodě 2004, v Praze a v Teplicích 2006, ve Žďáru nad Sázavou a v Českém Krumlově 2007 a v Říčanech 2008.
V letech 1990–1992 působil jako šéfredaktor časopisu Československý šach a od roku 1990 vykonával čtrnáct let řadu funkcí v různých orgánech Československého šachového svazu a po roce 1993 v Šachovém svazu České republiky, převážně v trenérskometodické oblasti a v reprezentaci. V únoru 2011 byl zvolen místopředsedou svazu a předsedou jeho Trenérsko-metodické komise.
Byl kapitánem družstva mužů na šachové olympiádě v Moskvě roku 1994, od roku 1995 do roku 2000 pak družstva žen na olympiádách v Jerevanu 1996, Elistě 1998 a Istanbulu 2000 a na mistrovství Evropy v Pule 1995, Batumi 1997 a v Leónu 1999. V Batumi 1997 a v Leónu 1999 byl zároveň i hrajícím kapitánem družstva mužů. Jako hráč se zúčastnil šachové olympiády v Bledu roku 2002.